# Tourist-Wanderheft
Tourist-Wanderheft, zuletzt nur noch kurz Wanderheft, war eine seit 1977 und ab 1981 mit neuer Nummerierung in der DDR erschienene Publikationsreihe des VEB Tourist Verlag Berlin/Leipzig. Sie schloss sich unmittelbar an das Brockhaus-Wanderheft an und übernahm 1977 zunächst auch dessen Nummerierung.
Es handelte sich um 56-, 60-, 64-, 68- oder 72-seitige Heften im Oktavformat, die in der Regel mit zwei bis vier Schwarz-Weiß-Abbildungen und einer Übersichtskarte versehen waren. Der Preis für jedes Einzelheft betrug eine Mark und wurde 1990 auf 2,90 Mark erhöht.

## Ausgaben 1977 (mit alter Nummerierung)
- 24: Walter Wirth: Naumburg – Bad Kösen – Rudelsburg, 7. Aufl. 1977 (zuletzt Tourist-Wanderheft, 11)
- 29: Reinhold Discher, Editha Flöhr, Werner Flöhr, Norbert Kohlstock und Alexis Scamoni: Chorin und Umgebung, Schiffshebewerk Niederfinow, Plagefenn, 5. Aufl. 1977 (zuletzt Tourist-Wanderheft, 7)
- 37: Helmut Pfannenschmidt: Pößneck – Neustadt/Orla – Ranis – Triptis, 1. Aufl. der Neufassung 1977
- 44: Rudolf Paul Roßberg: Oybin – Lückendorf, 10. Aufl. 1977 (zuletzt Tourist-Wanderheft, 16)
- 71: Rüdiger Spengler: Schwarzatal, 12. Aufl. 1977
- 95: Ernst Maier und Kurt Dabrunz: Ueckermünde und die Haffküste, 3. Aufl. 1977 (zuletzt Tourist-Wanderheft, 24)
- 103: Hermann Lemme: Bad Schandau Winterberg- und Zschirnsteingebiet, 5. Aufl. 1977; 6. Aufl. 1977 (bereits o. Nr.)
- 116: Willi Berger: Insel Hiddensee, 8. Aufl. 1977
- 122: Heinz Wiese: Rübeländer Tropfsteinhöhlen, 13. Aufl. 1977

## Ausgaben zwischen Ende 1977 und 1980 (ohne Nummerierung)
- Herbert Wotte: Pillnitz und seine Umgebung, 8. Aufl. 1980 (zuvor Brockhaus-Wanderheft, 2; zuletzt Tourist-Wanderheft, 27)
- Rudolf Paul Roßberg: Kriebsteintalsperre – Waldheim – Mittweida, 5. bearb. Aufl. 1979 (zuvor Brockhaus-Wanderheft, 6; zuletzt Tourist-Wanderheft, 20)
- Herbert Wotte: Dresdner Heide, 5. Aufl. 1978 (zuvor Brockhaus-Wanderheft, 9)
- Rolf Weber: Talsperre Pöhl. Jocketa–Jößnitz–Syrau, 5. Aufl. 1980 (zuvor Brockhaus-Wanderheft, 14)
- Hermann Heinz Wille: Insel Usedom, 15., bearb. Aufl. 1978 (zuvor Brockhaus-Wanderheft, 21)
- Berthold Legler: Dübener Heide, 6., neubearb. Aufl. 1979 (zuvor Brockhaus-Wanderheft, 22; zuletzt Tourist-Wanderheft, 22)
- Johannes Jaeger: Aschberggebiet. Klingenthal – Markneukirchen – Schöneck, 8. Aufl. 1978 (zuvor Brockhaus-Wanderheft, 54)
- Günter Ahlhelm: Ilsenburg am Harz, 6. Aufl. 1981 (zuvor Brockhaus-Wanderheft, 70; zuletzt Tourist-Wanderheft, 32)
- Heinrich Lindau: Das Bodetal Thale – Treseburg – Altenbrak, 9. Aufl. 1978 (zuvor Brockhaus-Wanderheft, 72)
- Martin Hammermüller: Frauenstein – Rechenberg-Bienenmühle – Holzhau – Nassau, 5. Aufl. 1978 (zuvor Brockhaus-Wanderheft, 81)
- Alfred Knopf, Heinz Pfeiffer und Gerhard Werner: Feengrotten und die Stadt Saalfeld, 5. Aufl. 1978 (zuvor Brockhaus-Wanderheft, 83; zuletzt Tourist-Wanderheft, 26)
- Ernst Maier und Kurt Dabrunz: Ueckermünde und die Haffküste, 4. Aufl. 1980 (zuvor Tourist-Wanderheft, 95; zuletzt Tourist-Wanderheft, 24)
- Erhard und Ursula Böhm: Rund um den Schneckenstein. Morgenröthe-Rautenkranz–Carlsfeld–Bad Reiboldsgrün–Mühlleithen, 5. Aufl. 1980 (zuvor Brockhaus-Wanderheft, 102; zuletzt Tourist-Wanderheft, 29)
- Hermann Lemme: Bad Schandau Winterberg- und Zschirnsteingebiet, 6. Aufl. 1977 (zuvor Tourist-Wanderheft, 103)
- Autorenkollektiv: Märkische Schweiz Buckow, Waldsieversdorf, Bollersdorf, 6. Aufl. 1979 (zuvor Brockhaus-Wanderheft, 114)
- Klaus Bernk, Schleusingen und Umgebung, 3. Aufl. 1978 (zuvor Brockhaus-Wanderheft, 117)
- J. Christoph Cordes, Gottfried Becker und Walter Heimann: Bad Lausick, 4. Aufl. 1980 (zuvor Brockhaus-Wanderheft, 121)
- Heinz Wiese: Rübeländer Tropfsteinhöhlen, 14. Aufl. 1978 (zuvor Tourist-Wanderheft, 122)
- Karl Werner: Ilmenau und Umgebung Manebach – Elgersburg – Geraberg, 4. Aufl. 1978 (zuvor Brockhaus-Wanderheft, 125)
- H.-H. Kasper, W. Gläser, H. Neubauer, W. Neuber, L. Siegel: Olbernhau–Schwarzwassertal–Pockau–Lengefeld, 3. Aufl. 1980 (zuvor Brockhaus-Wanderheft, 131; zuletzt Tourist-Wanderheft, 35)
- Gunter Kirsch und Horst Ende: Schwerin und Umgebung, 2., bearb. Aufl. 1979 (zuvor Brockhaus-Wanderheft, 138)
- Marianne Löffler: Neukirch (Lausitz) – Weifa – Steinigtwolmsdorf – Bischofswerda, 1. Aufl. 1978; 2. Aufl. 1978 (zuletzt Tourist-Wanderheft, 28)
- Werner Schenk: Plau und der Plauer See, 3. Aufl. 1978
- Erwin Hemke: Neustrelitzer Seengebiet–Wesenberg–Mirow–Fürstenberg, 1979 (2. Aufl. 1981 als Tourist-Wanderheft, 4)
- Autorenkollektiv: Zeulenroda und die Talsperren, 2. Aufl. der Neufassung 1980 (3., unveränderte Aufl. 1982 als Tourist-Wanderheft, 21)
- Wismar und die Insel Poel, 5., bearb. Aufl. 1980 (6., bearb. Aufl. 1981 als Tourist-Wanderheft, 3)
- Karl-Heinz Melzer: Wolkenstein–Jöhstadt–Preßnitztal, 1. Aufl. 1979 (2. Aufl. 1983 als Tourist-Wanderheft, 30)

## Ausgaben ab 1981 (mit neuer Nummerierung)
1. Helmut Pfannenschmidt: Pößneck–Neustadt/Orla–Ranis–Triptis, 4. Aufl. 1987; 5. durchges. Aufl. 1990 ISBN 3-350-00172-6
2. Hellmut Barthel: Hohnstein–Polenztal im Landschaftsschutzgebiet Sächsische Schweiz Stolpen, 6. Aufl. 1984 (zuvor Unser kleines Wanderheft, 104)
3. Wismar und die Insel Poel, 6., bearb. Aufl. 1981; 7. Aufl. 1983; 8. Aufl. 1985
4. Erwin Hemke: Neustrelitzer Seengebiet–Wesenberg–Mirow–Fürstenberg, 1979 (o. Nr.); 2. Aufl. 1981; 3. Aufl. 1984
5. Jörg Richter: Frauenstein–Rechenberg-Bienenmühle–Holzhau–Naussau, 7. Aufl. 1984; 8. Aufl. 1988; 9. Aufl. 1990
6. Hans Kugler, Walter Marx, Hans Moes, Lothar-Joachim Radig: Bad Sulza–Eckartsberga–Rastenberg, 4. Aufl. 1981; 5. Aufl. 1984
7. Reinhold Discher, Editha Flöhr, Werner Flöhr, Norbert Kohlstock und Alexis Scamoni: Chorin und Umgebung, Schiffshebewerk Niederfinow, Plagefenn, 8. Aufl. o. J. (zuvor als Brockhaus-Wanderheft, 29)
8. Werner Bahlke: Neustadt-Glewe–Ludwigslust–Grabow, 2. Aufl. 1983
9. Herbert Wotte: Dresdner Heide, 7. Aufl. [1984]; 8. Aufl. 1986
10. Harry Gerlach: Brotterode–Pappenheim–Trusetal–Steinbach bei Bad Liebenstein, 1. Aufl. 1981; 2. Aufl. 1984
11. Walter Wirth: Naumburg – Bad Kösen – Rudelsburg, 9. Aufl. 1984
12. Autorenkollektiv: Arendsee–Osterburg–Werben–Salzwedel–Seehausen, 4. Aufl. 1986
13. Friedrich Barthel, Kurt Morgner und Oskar Petzoldt: Auerbach–Falkenstein–Rodewisch–Treuen, 4. Aufl. 1982/83; 5. Aufl. 1986
14. Autorenkollektiv unter Leitung von Diethard Weber: Bad Berka–Kranichfeld–Blankenhain–Tannroda, 9. bearb. Aufl. 1989
15. Reinhard Barby: Feldberger Seen, 7. Aufl. 1985
16. Rudolf Paul Roßberg: Oybin–Lückendorf, 10. Aufl. 1977 (als Nr. 44), 12. Aufl. 1982
17. Herbert Wotte: Tharandter Wald, 10. Aufl. 1985; 11. Aufl. 1986
18. Walter Jobst: Berggießhübel–Bad Gottleuba, 10. Aufl. 1984 (zuvor Brockhaus-Wanderheft, 19)
19. Willy Hörning: Greifensteingebiet–Thum–Ehrenfriedersdorf–Geyer, 4. Aufl. 1982; 5. Aufl. 1985
20. Rudolf Paul Roßberg: Kriebsteintalsperre – Waldheim – Mittweida, 5. Aufl. 1979 (ohne Nr.); 6. Aufl. 1982; 8. Aufl. 1987 (zuvor Brockhaus-Wanderheft, 6)
21. Autorenkollektiv: Zeulenroda und die Talsperren, 2. Aufl. der Neufassung 1980 (o. Nr.); 3., unveränderte Aufl. 1982; Autorenkollektiv: Greiz–Zeulenroda, 1. Aufl. 1987
22. Berthold Legler: Dübener Heide, 6., neubearb. Aufl. 1978; 8. Aufl. 1985 (zuvor Unser Kleines Wanderheft bzw. Brockhaus-Wanderheft, 22)
23. Hans Bauernfeind: Blankenburg am Harz 1. Aufl. 1982; 2. Aufl. 1984; 3. Aufl. 1987; 4. Aufl. 1989
24. Ernst Maier und Kurt Dabrunz: Ueckermünde und die Haffküste, 5. Aufl. 1983; 6. durchges. Aufl. 1986; 7. Aufl. 1990
25. Annelore Pfeiffer und Erich Köhler: Arnstadt–Drei Gleichen–Plaue–Gräfenroda, 5. Aufl. 1983
26. Alfred Knopf, Heinz Pfeiffer und Gerhard Werner: Feengrotten und die Stadt Saalfeld, 6. Aufl. 1983
27. Herbert Wotte: Pillnitz und seine Umgebung, 9. bearbeitete Aufl. 1983; 10. Aufl. 1985 (zuvor Unser Kleines Wanderheft bzw. Brockhaus-Wanderheft, 2)
28. Marianne Löffler: Neukirch (Lausitz)–Weifa–Steinigtwolmsdorf–Bischofswerda, 3. Aufl. 1983; 4. Aufl. 1986
29. Erhard und Ursula Böhm: Rund um den Schneckenstein. Morgenröthe-Rautenkranz–Carlsfeld–Bad Reiboldsgrün–Mühlleithen, 6. Aufl. 1983; 7. Aufl. 1985; 8. durchges. Aufl. 1986; 9. Aufl. 1988
30. Karl-Heinz Melzer: Wolkenstein–Jöhstadt–Preßnitztal, 2. Aufl. 1983; 3. durchges, Aufl. 1986
31. J. Christoph Cordes, Gottfried Becker und Walter Heimann: Bad Lausick, 5. Aufl. 1983 (zuvor Brockhaus-Wanderheft, 121)
32. Günter Ahlhelm: Ilsenburg am Harz, 7. durchges. Aufl. 1983
33. Hermann Lemme: Elbfahrt Dresden–Schmilka, 5. Aufl. 1983; 7. Aufl. 1986; 8. Aufl. 1989 (zuvor Unser kleines Wanderheft, 13)
34. Herbert Wotte: Talsperren Malter und Klingenberg – Rabenauer Grund, 5. Aufl. 1984 (zuvor Brockhaus-Wanderheft, 17)
35. H.-H. Kasper, W. Gläser, H. Neubauer, W. Neuber, L. Siegel: Olbernhau–Schwarzwassertal–Pockau–Lengefeld, 4. Aufl. 1984; 5. durchges. Aufl. 1986 (zuvor Brockhaus-Wanderheft, 131)
36. Harry Gerlach: Schmalkalden–Steinbach-Hallenberg–Breitungen, 3. bearb. Aufl. 1985; 4. Aufl. 1988
37. Klaus Apel: Lauscha–Neuhaus am Rennweg–Steinach, 8. Aufl. 1985
38. Autorenkollektiv: Hoher Fläming, 7. Aufl. 1986; Ruth Richter, Horst Brunner und Wolfgang Fischer: Hoher Fläming, 8. Aufl. 1990
39. Werner Pöllmann: Klingenthal–Markneukirchen–Schöneck, 1. Aufl. 1987; 2. Aufl. 1989
40. Willi Berger: Insel Hiddensee, 10. bearb. Aufl. 1989 (zuvor Brockhaus-Wanderheft 116)